# Шаститко, Пётр Михайлович
Пётр Михайлович Шаститко (1923 — 2009) — советский и российский учёный-востоковед, индолог. Доктор исторических наук. Главный научный сотрудник Института востоковедения РАН.

## Биография
Родился 1 января 1923 года. В 1954 году окончил индийское отделение Московского института востоковедения (МИВ). Этот выпуск оказался последним, поскольку в этом же году институт был закрыт.
Работал в Институте народов Азии (Институте востоковедения) Академии наук СССР (РАН), в отделе истории. Специализировался на истории Индии, её освободительной борьбе, восстании сипаев. Готовил к публикации архивные документы по русско-индийским отношениям. В дальнейшем занимался также историей востоковедения.
Редактировал сборники научных статей «СССР и Индия» («Россия и Индия»).
1963 — кандидат исторических наук.
1982 — доктор исторических наук.

## Основные работы
- Шаститко П. М. Нана Сахиб: (рассказ о народном восстании 1857—1859 гг. в Индии) / Институт народов Азии АН СССР. — М.: Наука (Главная редакция восточной литературы), 1967. — 168 с. — 15 000 экз.
- Шаститко П. М. Ленинская теория национально-колониального вопроса: (история формирования). — М.: Наука, 1979. — 262 с.
  - Шаститко П. М. Ленинская теория национально-колониального вопроса: (история формирования) / Отв. ред. Г. Ф. Ким; Институт востоковедения АН СССР. — Изд. 2-е, испр. и доп. — М.: Наука (Главная редакция восточной литературы), 1988. — 272 с.
- Шаститко П. М. События и судьбы. Из истории становления советского востоковедения. М.: Наука (Главная редакция восточной литературы), 1985. — 136 с.
- Володин А. Г., Шаститко П. М. «Пусть не обманет надежда!..»: Жизнь и борьба Джавахарлала Неру. — М.: Политиздат, 1990. — 352 с. — 50 000 экз. — ISBN 5-250-00445-8.
- История отечественного востоковедения до середины XIX века / отв. ред. Г. Ф. Ким, П. М. Шаститко. М.: Наука (Главная редакция восточной литературы), 1990.
- О коллегах и товарищах: Московские востоковеды 60-80-х годов. — М., 1994. — Авт. Предисловие. С. 3-19; Ст.: Я помню, Алеша (Л. М. Левковский (1924—1985). С. 108—129. (Отв. ред.).
- История отечественного востоковедения с середины XIX века до 1917 года. М., 1997 (совм. с. А. А. Вигасиным и А. Н. Хохловым)
- Предисловие. С. 5-13 // Русско-индийские отношения в XIX в. Сборник архивных документов и материалов. М., 1997. (Отв. ред., 374 с.).
- Предисловие. С. 5-10 // Русско-индийские отношения в 1900—1917 гг. (Сборник архивных документов и материалов). М., 1999. (Отв. ред., 526 с.).
- Шаститко П. М., Загородникова Т. Н. Индийцы в Москве. — М., 2000. — 96 с. — (Природное и культурное наследие Москвы).
- Верность традициям. Симптомы кризиса отечественного востоковедения (1977—1991) / П. М. Шаститко, авт. Н. К. Чарыева // Восток. 2005. № 6. — С. 119—131. — Библиогр.: с. 131. — Симптомы кризиса отечественного востоковедения (1977—1991). — Подстроч. примеч. — ISSN 0869-1908 (О роли в судьбе советской ориенталистики ученого и организатора науки академика Евгения Максимовича Примакова).
- Шаститко П. М. Век ушёл: сцены из истории отечественного востоковедения / Институт востоковедения РАН. — М.: Восточная литература, 2009. — 368 с. — 300 экз. — ISBN 978-5-02-036373-1.

## Цитаты
- Историческая наука до 60-х годов прошлого века в нашей стране была сродни минному полю, и многие дерзкие не по своей воле меняли место жительства и стило на кайло. Инакомыслие исключалось. Царила догма.